# Sebastiano Calvo Martínez
Sebastiano Calvo Martínez C.M.F., in spagnolo Sebastián Calvo Martínez (Gumiel de Izán, 20 gennaio 1903 – Barbastro, 12 agosto 1936), è stato un presbitero spagnolo, martirizzato a Barbastro durante la Guerra civile spagnola e venerato come beato dalla Chiesa cattolica.

## Biografia
Nacque a Gumiel de Izán il 20 gennaio 1903, entrò nel seminario di Barbastro nel 1915 e nel 1919 venne trasferito a Cervera dove completò la sua formazione. Quegli anni di grande impegno nello studio furono proficui per sviluppare un carattere rigoroso e appassionato nel lavoro, austero nei comportamenti, ma a cui non mancava il sorriso e il piacere di stare con gli altri. Per una congestione polmonare dovette interrompere gli studi e per questo perdette un corso.
Fu ordinato sacerdote nel luglio del 1928 dal vescovo di Léon Emeterio Valverde y Téllez. Dopo l'ordinazione partì per Aranda de Duero per un anno di preparazione. Quindi venne destinato al seminario di Barbastro come professore di latino dal 1929 al 1931, poi professore di storia a Cervera e Calatayud dal 1931 al 1933.
Sebastiano si trovava nel seminario di Barbastro quando scoppiò la guerra civile. Venne arrestato il 20 luglio del 1936 e recluso nel salone dei padri Scolopi. Venne fucilato la mattina del 12 agosto sul ciglio di una strada fuori città. Insieme a cinque compagni, fece parte del secondo gruppo di clarettiani di Barbastro che subirono il martirio. I loro corpi sono stati gettati in una fossa comune.

Dopo la guerra i resti dei martiri furono riesumati e si possono venerare oggi nella cripta della casa museo a Barbastro. Nel 2013 è uscito un film sulla vicenda intitolato "Un Dios prohibido" per la regia di Pablo Moreno.

## Culto
La beatificazione avvenne a Roma, ad opera di Giovanni Paolo II, il 25 ottobre 1992. La Chiesa cattolica lo ricorda il 12 agosto.